# Brenthis padi
Brenthis padi är en fjärilsart som beskrevs av Ruggero Verity 1933. Brenthis padi ingår i släktet Brenthis och familjen praktfjärilar. Inga underarter finns listade i Catalogue of Life.